# Centrul Acvatic „Maria Lenk”
Centrul Acvatic „Maria Lenk” (în portugheză Parque Aquático Maria Lenk) este o arenă sportivă din Rio de Janeiro, Brazilia. Se află în cartierul Barra da Tijuca, în zona de est a orașului. 
Centrul a fost construit cu ocazia Jocurilor Panamericane din 2007. A fost denumit în onoarea înotătoarei Maria Lenk, care a murit cu câteva luni înaintea începerii Jocurilor. Centrul îndeplinește standardele Federației Internaționale de Natație (FINA) pentru mari competiții internaționale. Tribunele sunt acoperite, dar bazinul se află în aer liber. După Jocuri centrul a fost atribuit Comitetului Olimpic Brazilian, care a înființat aici un Centru de Antrenament „Time Brazil” pentru taekwondo și natație.
Va găzdui probele de sărituri în apă și cele de înot sincron, precum și meciurile preliminare de polo pe apă din cadrul Jocurilor Olimpice de vară din 2016. Cu această ocazie a fost renovat.

## Legături externe
- pt  Parque Aquático Maria Lenk, Prefectura din Rio de Janeiro
- „Rio 2016 confirms that preliminary water polo matches will be played at Maria Lenk Aquatics Centre”. rio2016.com. 22 ianuarie 2016. Arhivat din original la 28 ianuarie 2016. Accesat în 11 februarie 2016.